# Bernardo Olivera
Bernardo Olivera OCSO (* 18. Juni 1943 in Buenos Aires) ist ein argentinischer römisch-katholischer Geistlicher, Trappist, Abt und ehemaliger Generalabt.

## Leben und Werk
Luis José Olivera Padilla trat 1962 in die argentinische Trappistenabtei Azul ein und nahm den Ordensnamen Bernardo (nach Bernhard von Clairvaux) an. Von 1984 bis 1990 war er Abt seines Klosters und von 1990 bis 2008 Generalabt der Zisterzienser der Strengeren Observanz (Trappisten), sowie Titularabt von Kloster Cîteaux. Von 2009 bis 2018 leitete er wieder die Abtei Azul. Er ist der Bruder des argentinischen Politikers Enrique José Olivera Padilla (1940–2014).
Der Autor
Olivera gründete 1973 in Argentinien die kontemplative marianische Bewegung Soledad Mariana („Marianische Zurückgezogenheit“) mit dem Grundgedanken, dass ein kontemplatives Leben auch dem modernen Großstadtmenschen möglich ist und nicht der Wüsteneinsamkeit bedarf. Er verfasste zahlreiche Schriften zur spirituellen Anleitung von Mönchen und Laien. Seine besondere Aufmerksamkeit galt den Märtyrern von Tibhirine, so wie der Mystikerin Concepción Cabrera de Armida, 1862–1937, bekannt als „Conchita“. Einige seiner Bücher wurden in mehrere Sprachen übersetzt.

## Werke

### Kontemplatives Leben und Laienspiritualität
- Contemplación en el hoy de América Latina. Buenos Aires, Editora Patria Grande, 1977.
- Catecismo mariano contemplativo. 3 Bde., Buenos Aires, Asociación Amigos de Soledad Mariana, 1983–1986 (En Maria. Como Maria. Para Cristo).
  - französisch: Contemplatifs à l’école de Marie. Nouan-le-Fuzelier, Éditions des Béatitudes, 1993.
- Siguiendo a Jesús en María. Orientaciones para una espiritualidad cotidiana. Buenos Aires, 1997, 2002, 2013.
- Aurore au plein midi. Oka, Québec, Abbaye Notre-Dame-du-Lac, 2006 (Le célibat et la virginité consacrés. Pour une mystique chrétienne renouvelée solus deus, vacare deo. Dimension mystique du célibat pour le royaume. L’évangile, bonne nouvelle pour la femme. Le célibat, relation d’amour. Moine, martyr et mystique. Voici ta mère).
- Afectividad y deseo. Para una espiritualidad integrada. Buenos Aires, Lumen, 2007.
- Traje de bodas y lámparas encendidas. Espiritualidad y mística esponsal: caducada o vigente? Burgos, Monte Carmelo, 2008.
  - französisch: Vêtement de noces et lampes allumées. Spiritualité et mystique sponsales. Caduques ou actuelles? Saint-Jean-de-Matha, Québec, Abbaye Notre-Dame du Lac, 2010.
- En manos del Espíritu. Guía para el acompañamiento espiritual laical. Buenos Aires, Lumen, 2009.
- La Mística corazón de la cultura. Buenos Aires, Asociación Amigos de Soledad Mariana, 2009.
- Deseando y Orando. Buenos Aires, Asociación Amigos de Soledad Mariana,  2011.

### Klösterliches Leben
- Parole dal silenzio. Un trappista ci scrive, Mailand, Àncora, 1999.
- Escritos de renovación monástica. 2 Bde., Zamora, Ediciones Monte Casino, 2000–2004.
  - Seguimiento, comunión, misterio (384 Seiten).
  - Evangelio, formación, mística  (352 Seiten).
- Amistades transfiguradas. Amigos y amigas por el Reino. Madrid, Publicaciones Claretianas, 2000.
- Sol en la noche. Misterio y mística cristiana desde una experiencia monástica. Burgos, Monte Carmelo, 2001, 2002.
  - französisch: Soleil dans la nuit. Introduction au mystère chrétien dans l’expérience monastique, Saint-Maurice, CH, Editions Saint-Augustin, 2003.
  - englisch: The sun at midnight. Monastic experience of the Christian mystery. Collegeville, Minnesota, Cistercian Publications: Liturgical Press, 2012.
- The search for God. Conferences, letters, and homilies. Kalamazoo, Michigan, Cistercian Publications, 2002.
  - französisch: L’évangile à l’école cistercienne de l’amour. Lettres, conférences et homélies, 1990–2002, Oka, Québec, Abbaye Notre-Dame-du-Lac, 2003 (541 Seiten).
- Vino nupcial en odres nuevos. Tradición y novedad en la vida contemplativa y monástica. Madrid, Publicaciones Claretianas, 2002.
- Luz para mis pasos. Iniciación al acompañamiento espiritual en contexto monástico. Burgos, Monte Carmelo, 2004.
  - französisch: Lumière sur mes pas. L’accompagnement spirituel. Oka, Québec, Abbaye Notre-Dame-du-Lac, 2006, 152 Seiten.
  - italienisch: Luce ai miei passi. L’accompagnamento spirituale nella tradizione monastica. Mailand, Àncora, 2006.
  - niederländisch: Licht op mijn pad. Over geestelijke begeleiding. Berkel-Enschot, Abdij Koningsoord, 2007.
  - englisch: Light for my path. Spiritual accompaniment. Trappist, Kentucky, Cistercian Publications / Collegeville, Minnesota, Liturgical Press, 2009.
- En el centro, el amor. Pensamientos para integrar la vida consagrada. Madrid Publicaciones Claretianas, 2006.
  - französisch: Chastes pour aimer. Oka, Québec, Abbaye Notre-Dame-du-Lac, 2007.
- Lectio divina. El beso de Dios a su pueblo creyente. Buenos Aires, Ediciones Talita Kum, 2013.
  - italienisch: Lectio divina. Il bacio di Dio al suo popolo credente, Turin, Lindau, 2014.

### Die Märtyrer von Tibhirine
- (mit Jesús María Silveyra) Los mártires de Argelia. Buenos Aires, Paulinas, 1997 (174 Seiten).
- Testigos hasta el fin. Monjes cristianos en el islam. Carcastillo, La Oliva, 1997 (Briefsammlung).
- Jusqu’où suivre? Les martyrs de l’Atlas. Paris, Les Éditions du Cerf / Saint-Maur, Parole et Silence, 1997.
  - englisch: How far to follow? The martyrs of Atlas. Kalamazoo, Michigan, Cistercian Publications, 1997, 2002.
  - deutsch: Unsere Brüder vom Atlas. Zeugen für Christus im muslimischen Algerien. Langwaden, Bernardus, 1999.
- (Hrsg.) Martiri in Algeria. La vicenda dei sette monaci trappisti. Mailand, Àncora, 1997.
- Martirio y consagración. Los mártires de Argelia. Madrid, Publicaciones Claretianas, 2000.
- Ofrenda Pascual. Testigos de un amor más grande. Buenos Aires, Asociación Amigos de Soledad Mariana, 2008 (über Christophe Lebreton und Michel Fleury, Mönche aus Kloster Notre-Dame de l’Atlas).
- I sette uomini di Dio. Un testimone racconta la vicenda dei martiri di Tibhirine. Mailand, Ancora, 2012.

### Conchita
- Un encuentro sellado por la pureza. Concepción Cabrera de Armida y Félix de Jesús Rougier. Mexiko-Stadt, La Cruz, 2003.
- Tesoro escondido. Fúsion de almas y afecto recíproco fruto maduro de la incarnación mística. Concepción Cabrera de Armida, Monseñor Ramón Ibarra González. Mexiko-Stadt, Publicaciones CIDEC, 2008 (320 Seiten).
- “Vas a Recibirlo como Hijo”. Unión Transformante y Compartida Maternidad y Dirección espiritual. Mexiko-Stadt, Editorial de la Cruz, 2013 (Erzbischof Luis María Martínez, 1881–1956, und Conchita).

### Weitere Werke
- L’amour fraternel. Aspects de l’amour du prochain dans l’enseignement spirituel de saint Bernard. Québec, Abbaye cistercienne Notre-Dame-du-Lac, 1993 (spanischer Originaltext: Aspectos del amor al prójimo en la doctrina espiritual de San Bernardo in: Analecta Cisterciensia 46 (1990/1–2) 151–197).
- Amistades transfiguradas. Amigos y amigas por el Reino. Madrid, Ediciones Claretianas, 2000.
- Cartas sobre dos amigas y un amigo de nuestro amor a los santos. Burgos, Editorial Monte Carmelo,  2004.
- Conócete a ti mismo. Speculum Humanitatis. Antropología relacional. Burgos, Monte Carmelo, 2012; Buenos Aires, Talita Kum Ediciones,  2014.
- Gotas y charcos de sal y sol. Del tintero de don cualquiera. Buenos Aires, 2. Auflage, 2004; Lumen, 2013.
  - französisch: Petites et grosses gouttes de sel et de soleil. Tirées de l’encrier de monsieur Toutlemonde. Oka, Québec, Abbaye Notre-Dame du Lac, 2008.